# Горній Голий Врх-Липницький
45°33′ пн. ш. 15°23′ сх. д. / 45.55° пн. ш. 15.39° сх. д.
Горній Голий Врх-Липницький (хорв. Gornji Goli Vrh Lipnički) — населений пункт у Хорватії, у Карловацькій жупанії у складі громади Рибник.

## Населення
Населення за даними перепису 2011 року становило 2 осіб.
Динаміка чисельності населення поселення: